# Homalomena asperifolia
Homalomena asperifolia är en kallaväxtart som beskrevs av Cornelis Rugier Willem Karel van Alderwerelt van Rosenburgh. Homalomena asperifolia ingår i släktet Homalomena och familjen kallaväxter.
Artens utbredningsområde är Sumatera. Inga underarter finns listade.